# Acura TSX
L’Acura TSX est une berline quatre portes de la marque japonaise Acura. Semblable aux Honda Accord vendues en Europe et au Japon, elle n'est disponible qu'en Amérique du Nord, soit aux États-Unis, au Canada et au Mexique. Dans la gamme Acura, elle se situe entre la CSX et la TL. Lancée en 2003, la TSX a été renouvelée en 2008 en même temps que l'Accord. En 2009, elle sera la première Acura à être équipée d'un moteur diesel.

## Première génération (2003-2008)
Lancé en 2003, cette version embourgeoisée de la Honda Accord version européenne et japonaise, est donc vendue chez Acura pour le marché nord-américain. 
Elle reprend leur gabarit mais se dispense des versions break et sportive (vendue uniquement au Japon), ainsi que de la motorisation diesel spécifique au marché européen.

### Motorisation
Un seul moteur essence:
- 4 cyl. 2.4 L 201 ch.

Disponible avec une boîte manuelle de six rapports ou automatique à cinq rapports.

### Galerie photos

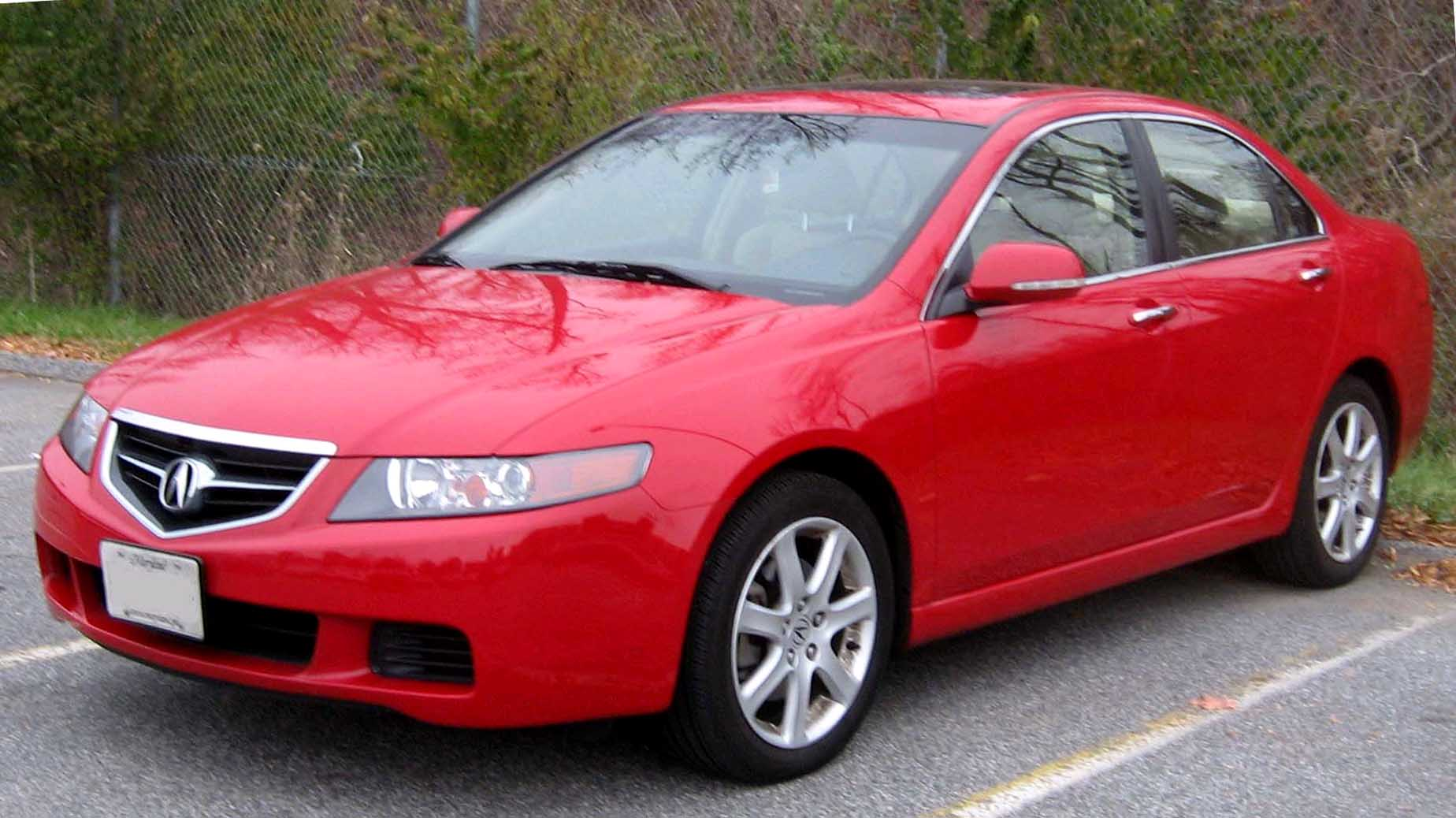
TSX 1re génération
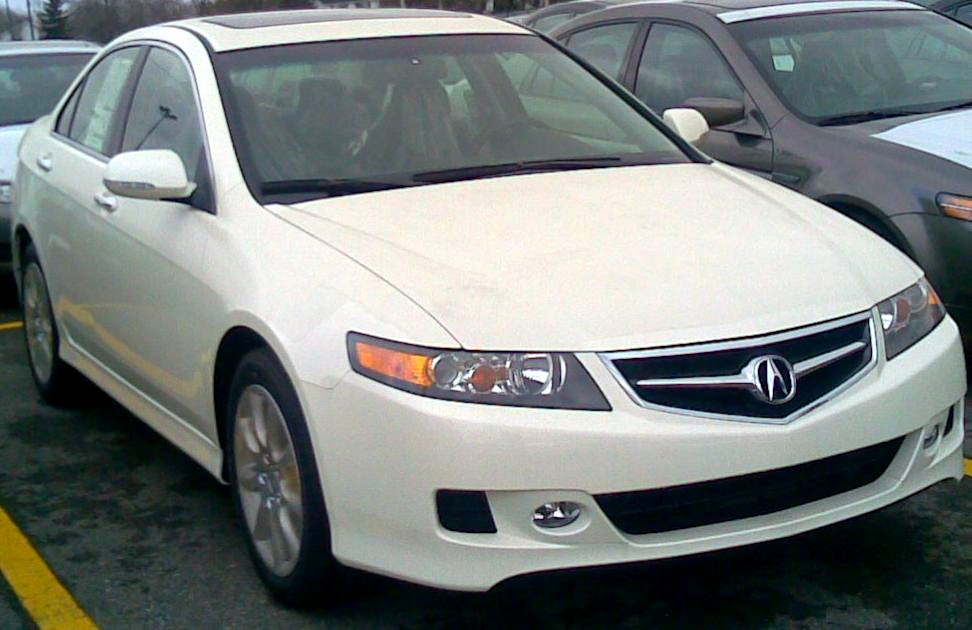
TSX 1re génération
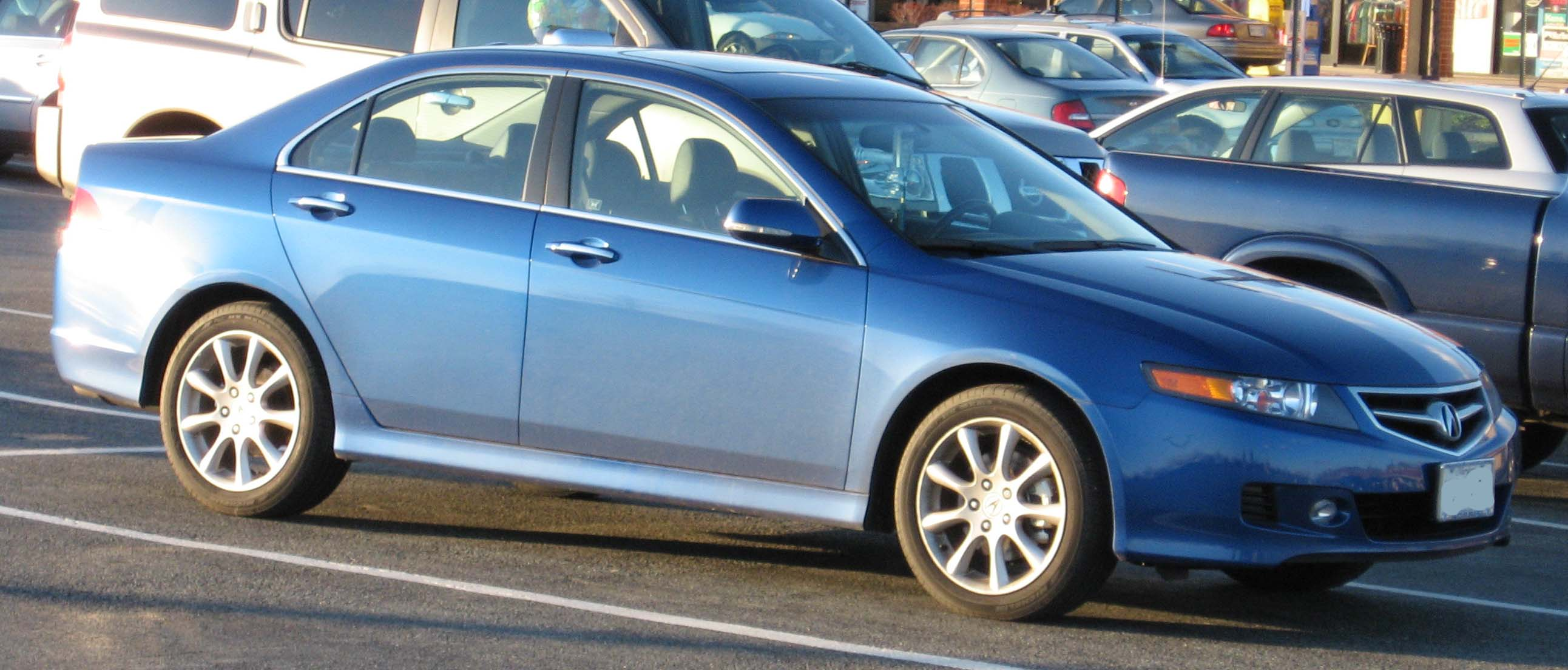
TSX 1re génération

## Deuxième génération (2008-2014)
La seconde génération de TSX est basée sur la huitième génération d'Accord européenne et japonaise. Elle grandit et grossit par rapport à la première version mais garde son quatre cylindres essence. En 2010, elle adopte un V6 essence qu'elle emprunte à la TL. En 2011, elle adopte une nouvelle carrosserie break et en profitera en même temps pour se refaire une beauté.

### Motorisations
Elle dispose de deux moteurs essences :
- 4 cyl. 2.4 L 201 ch.
- V6 3.5 L 280 ch. (depuis 2010) uniquement disponible sur la berline.

Elle est disponible avec une boîte manuelle à six vitesses ou auto à cinq rapports.

### Galerie photos

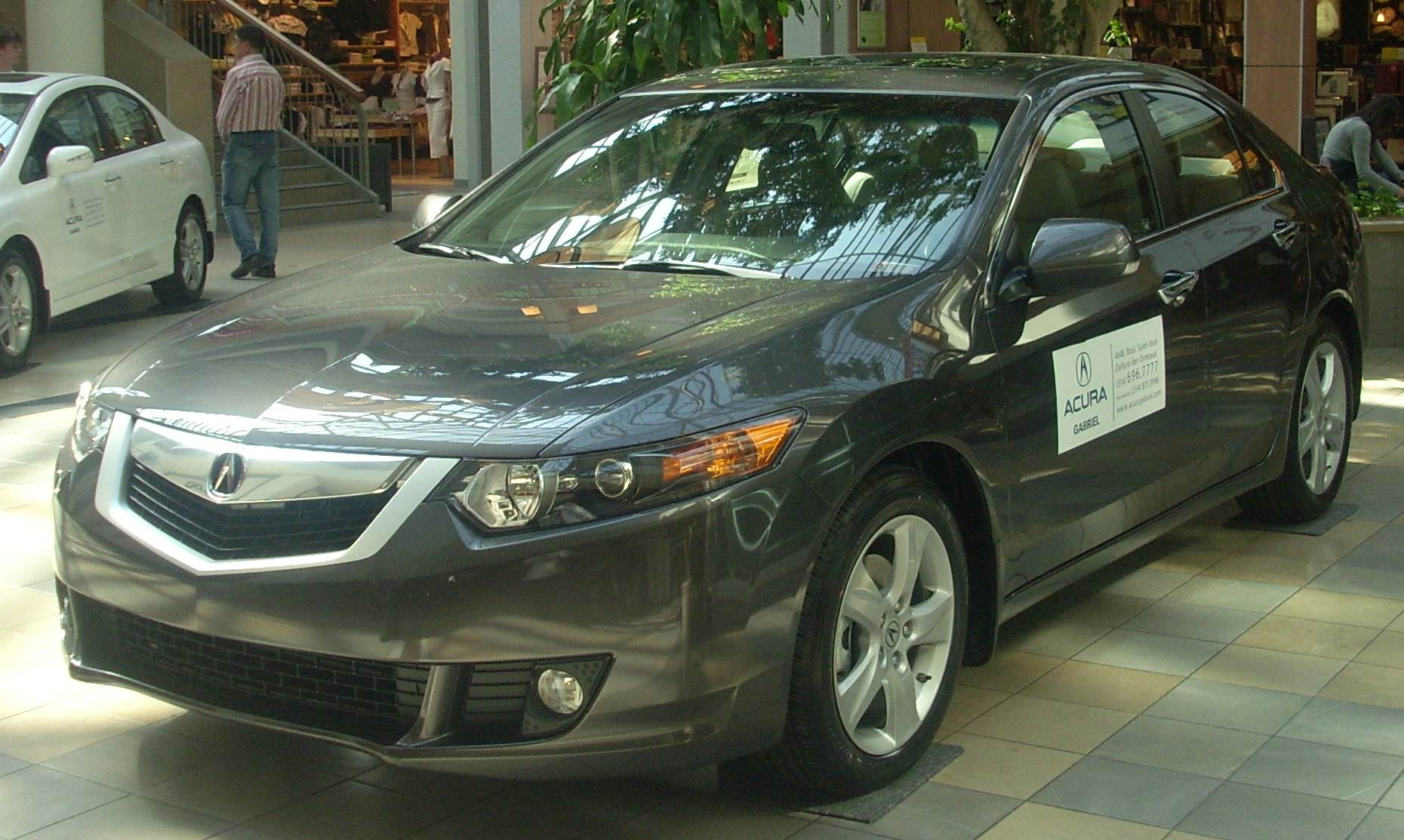
TSX 2e génération
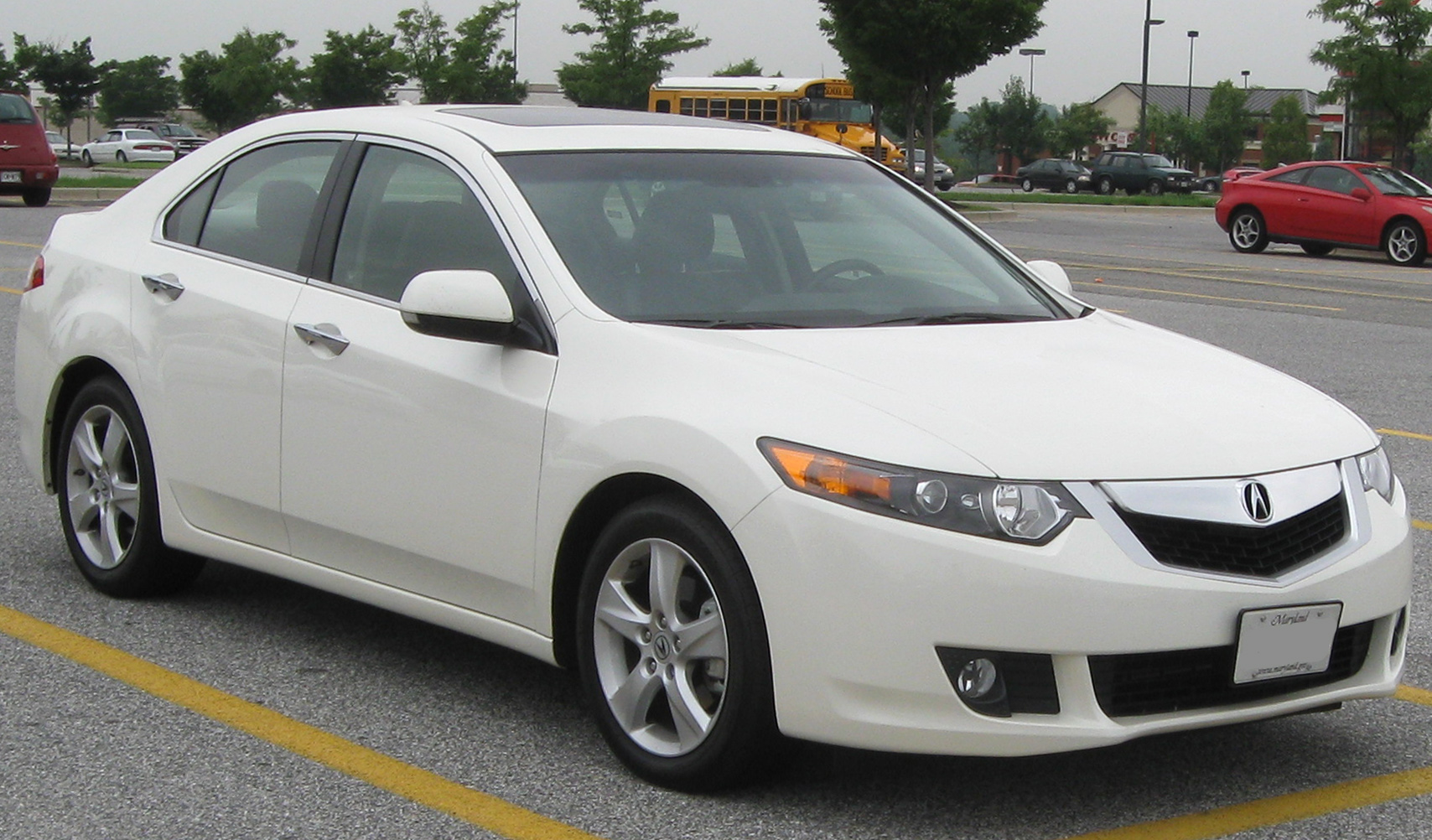
TSX 2e génération
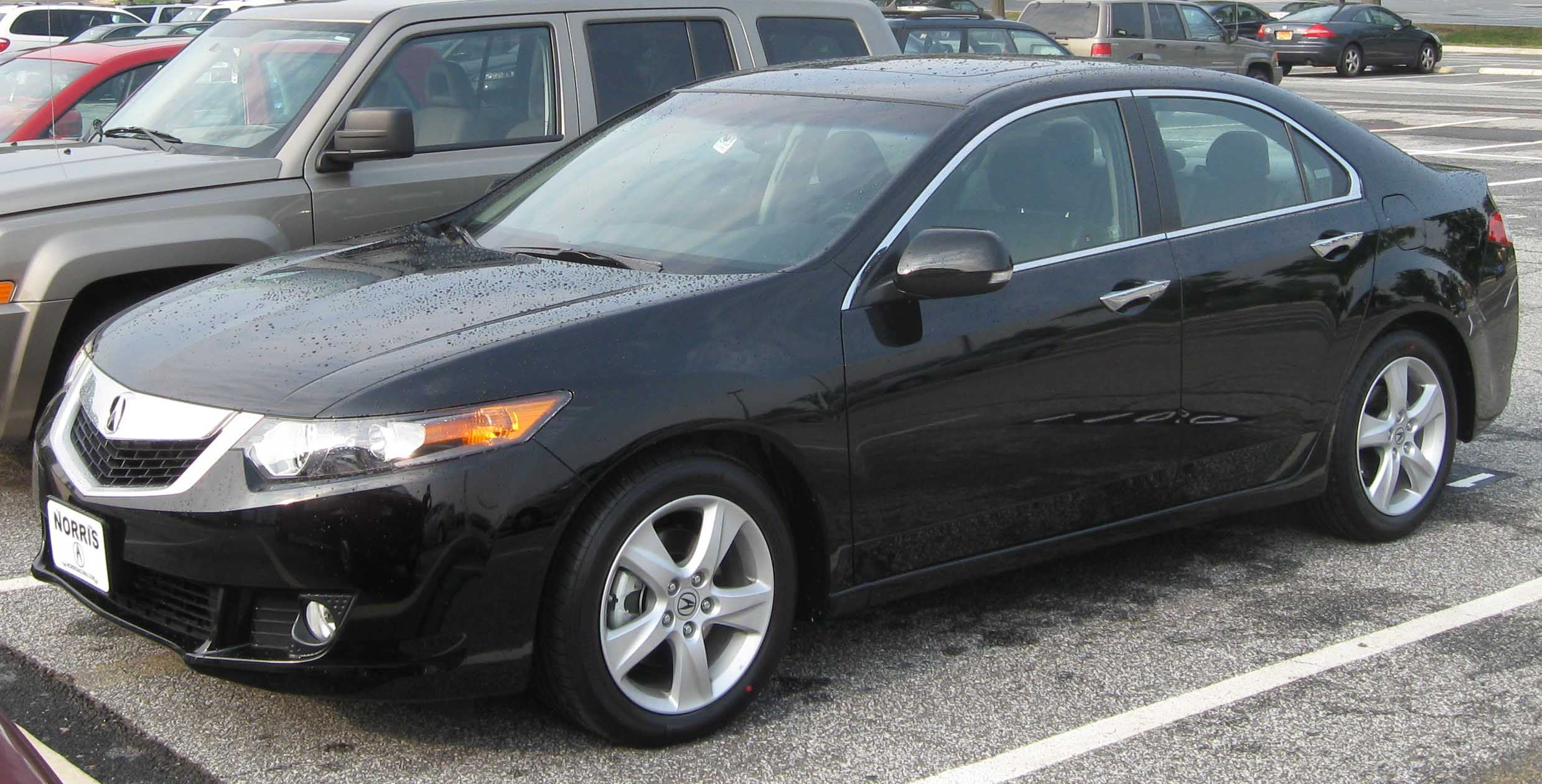
TSX 2e génération
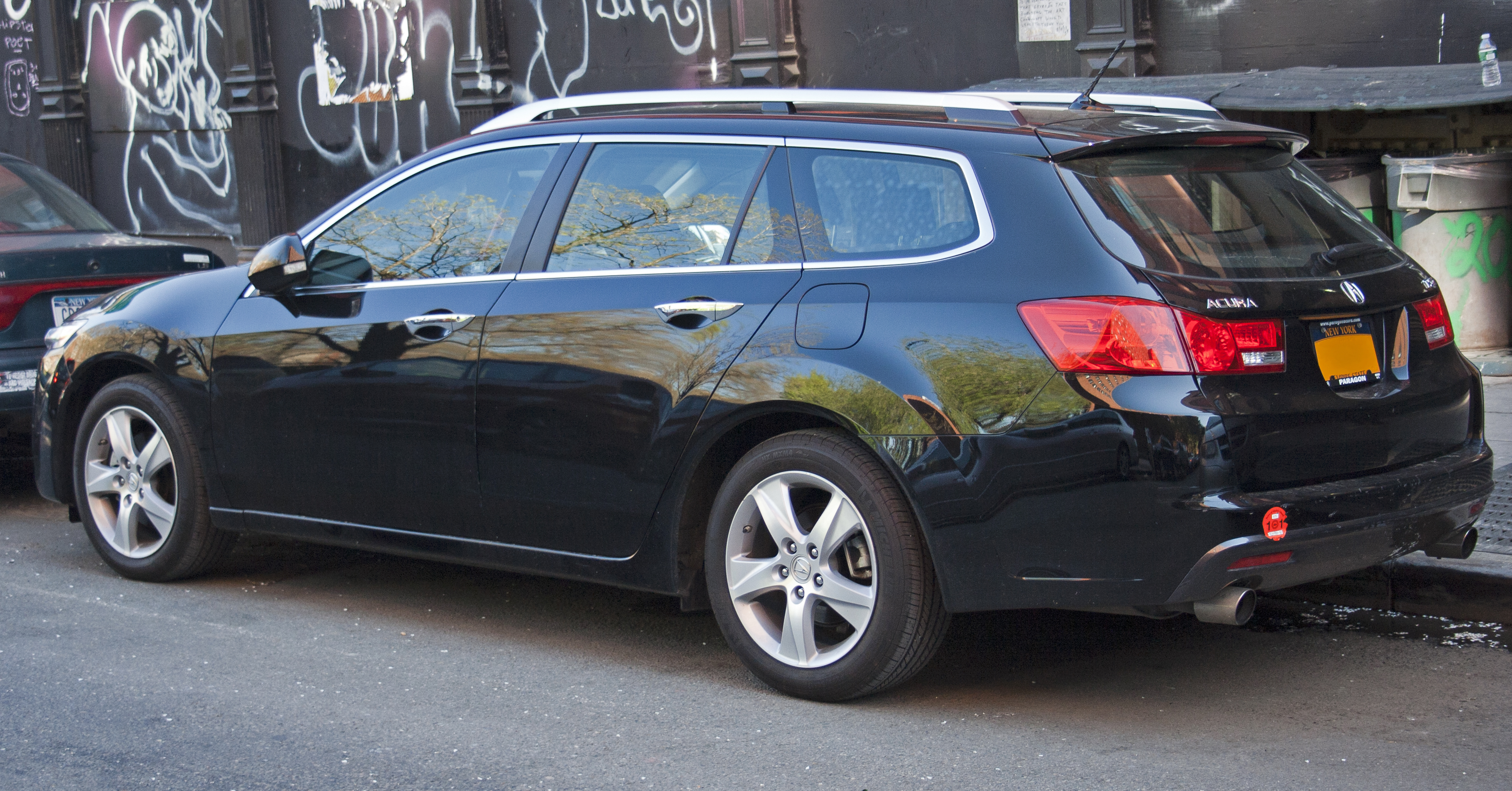
TSX Wagon 2e génération

## Ventes
| Année | Ventes USA | Diff.   | Ventes Canada  | Diff.   | Ventes Amérique du Nord | Diff.   |
| ----- | ---------- | ------- | -------------- | ------- | ----------------------- | ------- |
| 2003  | 18 932     |         | 3 046          |         | 21 978                  |         |
| 2004  | 30 365     | +60,4 % | 3 797          | +24,7 % | 34 162                  | +55,4 % |
| 2005  | 34 856     | +15,2 % | 3 918          | +3,2 %  | 38 774                  | +13,5 % |
| 2006  | 38 035     | +9,5 %  | 2 816          | -28,1 % | 40 851                  | +5,4 %  |
| 2007  | 33 037     | -13,4 % | NC             |         | 33 037                  |         |
| 2008  | 31 998     | -3,1 %  | 3 118          |         | 35 116                  |         |
| 2009  | 28 650     | -10,5 % | NC             |         | 28 650                  |         |
| 2010  | 32 076     | +12 %   | 4 570          |         | 36 646                  |         |
| 2011  | 30 935     | -3,6 %  | NC             |         | 30 935                  |         |
| Total | 278 884    |         | 21 265 (6 ans) |         | 300 149                 |         |